# Písečný přesyp u Píst
Písečný přesyp u Píst je přírodní památka ev. č. 309, která se nachází na východním okraji Přírodního parku Kersko-Bory v katastrálním území Písty u Nymburka v okrese Nymburk ve Středočeském kraji. Nově byla vyhlášena nařízením Středočeského kraje č. 15/2012, kterým zároveň byla zrušena původní vyhlašovací vyhláška MŠVU z roku 1951. Chráněné území je v péči Krajského úřadu Středočeského kraje. Od roku 2009 je území prohlášeno též evropsky významnou lokalitou Natura 2000.

## Předmět ochrany
Přírodní památka leží na levém břehu Labe v nadmořské výšce 185–193 metrů. Předmětem ochrany jsou otevřené trávníky kontinentálních dun, s paličkovcem šedavým (Corynephorus canescens) a psinečkem obecným (Agrostis capillaris), spolu s ohroženými a zvláště chráněnými druhy rostlin a živočichů vázaných na prostředí vátých písků a geologický fenomén pleistocenních vátých písků jako takový, reprezentovaný mohutnou dunou. Dále se zde vyskytuje kostřava písečná, kolenec Morisonův, bříza pýřitá a z ohrožených druhů ještě borové jmelí (Viscum album subsp. austriacum).
Přesyp u Píst je považován za nejzachovalejší dunu na území České republiky.

## Historie
Oblast písečného přesypu u Píst patří k nejvýznamnějším mezolitickým lokalitám v Čechách. Při průzkumech zde bylo postupně nalezeno téměř 300 kusů štípaných nástrojů, z nichž některé mají stopy po ohni. Poloha duny byla zřejmě výhodná pro osídlení i v pozdějších staletích – na lokalitě byly nalezeny též stopy z období kultury se zvoncovitými poháry, z doby halštatské, ze starší doby římské a ze středověku.